# 清里温泉
清里温泉（きよさとおんせん）は、北海道斜里郡清里町にある温泉。

## 泉質
- ナトリウム-塩化物泉（低張性弱アルカリ性高温泉）
  - 泉温　44.3℃（緑の湯）、52.9℃（緑清荘）
  - 無色透明、無味無臭。源泉掛け流し・加水方式[1]。

## 温泉地
斜里岳山麓に広がる清里町市街地に温泉が点在している。現在、温泉入浴が可能な施設は数軒存在する。
温泉施設
- ホテル清さと（宿泊施設）　- 現在、温泉入浴は不可。宿泊のみ可能[3]。
- ホテル緑清荘（宿泊施設）　- 宿泊・日帰り入浴可能[4]
- 緑の湯（日帰り入浴施設）[5]
- パパスランド（日帰り入浴施設）- 道の駅と併設[6][7]。

## 歴史
「緑清荘」は1981年に開業。「緑の湯」は1999年に開業。

## アクセス
ホテル緑清荘
- JR釧網本線・清里町駅より徒歩10分[10]。
- 女満別空港から車で60分。

緑の湯
- JR釧網本線・緑駅よりバスで3分。